# سكوت برينان
سكوت برينان (بالإنجليزية: Scott Brennan)‏ هو مجدف أسترالي، ولد في 9 يناير 1983 في هوبارت في أستراليا.

## وصلات خارجية
- سكوت برينان على موقع الاتحاد الدولي للتجديف (الإنجليزية)
- سكوت برينان على موقع اللجنة الأولمبية الدولية (الإنجليزية)
- سكوت برينان على موقع أوليمبيديا (الإنجليزية)
- سكوت برينان على موقع اللجنة الأولمبية الأسترالية (الإنجليزية)